# Dover (Minnesota)
Dover es una ciudad ubicada en el condado de Olmsted en el estado estadounidense de Minnesota. En el Censo de 2010 tenía una población de 735 habitantes y una densidad poblacional de 282,65 personas por km².

## Geografía
Dover se encuentra ubicada en las coordenadas 43°58′11″N 92°8′3″O / 43.96972, -92.13417. Según la Oficina del Censo de los Estados Unidos, Dover tiene una superficie total de 2.6 km², de la cual 2.6 km² corresponden a tierra firme y (0%) 0 km² es agua.

## Demografía
Según el censo de 2010, había 735 personas residiendo en Dover. La densidad de población era de 282,65 hab./km². De los 735 habitantes, Dover estaba compuesto por el 95.65% blancos, el 0% eran afroamericanos, el 0% eran amerindios, el 0.41% eran asiáticos, el 0% eran isleños del Pacífico, el 2.99% eran de otras razas y el 0.95% pertenecían a dos o más razas. Del total de la población el 4.22% eran hispanos o latinos de cualquier raza.